# باشگاه فوتبال تارتو تامکا
باشگاه فوتبال تارتو تامکا (استونیایی: Tartu JK Tammeka) یک باشگاه فوتبال در شهر تارتو، استونی است.
این باشگاه که در سال ۱۹۸۹ تاسیس شده سابقه یک قهرمانی در لیگ دسته دوم فوتبال استونی را در کارنامه دارد.